# シュワルツの積分公式
数学の一分野である複素解析において、ヘルマン・シュワルツの名にちなむシュワルツの積分公式（シュワルツのせきぶんこうしき、英: Schwarz integral formula）とは、正則関数を、実部の境界値から、複素定数の違いを除いて復元することを可能とする公式である。

## 単位円板
ƒ = u + iv を閉単位円板 {z ∈ C | |z| ≤ 1} 上で正則な函数とする。このとき、|z| < 1 に対して
{\displaystyle f(z)={\frac {1}{2\pi i}}\oint _{|\zeta |=1}{\frac {\zeta +z}{\zeta -z}}{\text{Re}}(f(\zeta ))\,{\frac {d\zeta }{\zeta }}+i{\text{Im}}(f(0))}
が成立する。

## 上半平面
ƒ = u + iv を閉上半平面 {z ∈ C | Im(z) ≥ 0} 上正則で、ある α > 0 に対して |zα ƒ(z)| が閉上半平面上有界となるような函数とする。このとき、Im(z) > 0 であるようなすべての z に対して
{\displaystyle f(z)={\frac {1}{\pi i}}\int _{-\infty }^{\infty }{\frac {u(\zeta ,0)}{\zeta -z}}\,d\zeta ={\frac {1}{\pi i}}\int _{-\infty }^{\infty }{\frac {\operatorname {Re} (f)(\zeta +0i)}{\zeta -z}}\,d\zeta }
が成立する。
単位円板上の場合と比べて、この公式では任意の定数を加える必要がない。これは、この公式で追加された減衰条件がより厳しいものであることによる。

## ポアソンの積分公式の系
u にポアソンの積分公式を適用することにより、次の公式が得られる。
{\displaystyle u(z)={\frac {1}{2\pi }}\int _{0}^{2\pi }u(e^{i\psi })\operatorname {Re} {e^{i\psi }+z \over e^{i\psi }-z}\,d\psi {\text{ for }}|z|<1.}
等角写像を用いて、この公式は任意の単連結開集合へと一般化される。